# Kevin Anderson
Kevin Anderson (Joanesburgo, 18 de maio de 1986) é um ex-tenista sul-africano que já foi top 10 do Ranking Mundial da ATP. Profissional desde 2007, já conquistou cinco títulos de simples e um de duplas na ATP.

## Anos iniciais
Anderson começou a jogar tênis aos 6 anos e competia corridas de 800 metros na escola. Na véspera do seu encontro na final do US Open de 2017, surgiu que quando tinha 12 anos de idade, Anderson contra o futuro número um do mundo, Rafael Nadal no circuito juvenil.

## Carreira
Em 2008, ainda como n.º 175 do mundo, saiu do qualificatório e chegou ao vice-campeonato do ATP de Las Vegas, nos EUA. No mesmo ano, posteriormente, chegou à 3.ª rodada do Masters de Miami derrotando o nº 3 do mundo, Novak Djokovic. Em junho entrou pela primeira vez no top 100 mundial.
Em 2009, obteve resultados abaixo da expectativa e só retornou ao top 100 mundial em 2010, quando chegou a semifinal do ATP 250 de Atlanta. Depois alcançou às oitavas de final do Masters 1000 do Canadá, e à terceira rodada do US Open ainda nesse ano.
Em 2011 conquistou o seu primeiro título de ATP em simples em Joanesburgo, a sua terra natal. Também chegou às quartas de final do Masters 1000 de Miami. Encerrou o ano de 2011 como o número 32 do mundo.
Em 2012 conquistou o seu segundo título de torneio nível ATP da carreira no ATP 250 de Delray Beach, nos Estados Unidos.
Em 2015, quebrou jejum de três anos e venceu 3º torneio ATP de simples da carreira. E isso aconteceu no ATP 250 de Winston-Salem, nos EUA, onde após chegar às semifinais como o único tenista com título de ATP no currículo, ele confirmou o favoritismo e ergueu o seu terceiro troféu deste porte. Ainda em 2015, jogando no US Open, chegou pela primeira vez nas quartas de final de um Grand Slam, onde parou no suíço Stan Wawrinka. O bom desempenho nos Estados Unidos o levou à décima colocação no ranking da ATP, a melhor alcançada até agora.
Em 2017, disputando o US Open, alcançou a sua primeira semifinal de Grand Slam na carreira. Assim, além de superar essa marca pessoal, ele tornou-se o primeiro sul-africano desde Wayne Ferreira no Aberto da Austrália de 2003 a alcançar as semifinais de um dos quatro principais torneios do tênis. Na sequência da competição, deu continuidade ao seu excelente, US Open e venceu a semifinal para igualar uma façanha de 52 anos para o seu país. Pois, o último sul-africano a disputar uma final de US Open havia sido Cliff Drysdale em 1965. Já o caso mais recente de um compatriota numa final de Grand Slam datava de 1981, quando Johan Kriek conquistou o seu primeiro título do Australian Open.

## Equipamento
Anderson usa vestuário da Lotto e raquetes da Dunlop. A sua raquete é a Dunlop Srixon 2.0 tour.

## Vida pessoal
Anderson se casou com a sua namorada de faculdade, a golfista, Kelsey O'Neal, em 2011, e eles compraram uma casa em Delray Beach, Flórida. Ele é um residente permanente dos Estados Unidos.
Anderson, a sua esposa Kelsey e o seu antigo treinador GD Jones lançaram um site instrucional em junho de 2016, intitulado, "Realife Tennis". The site offers practice and lifestyle tips from traveling the world playing tennis, as well as courses for improving one's tennis game.
Anderson toca violão e é fã, da banda de rock britânico, Dire Straits e Mark Knopfler. A sua série de televisão preferida é House of Cards.

## Finais de Grand Slam

### Simples: 2 (2 vice)
| Resultado | Ano  | Torneio   | Superfície | Oponente       | Placar             |
| --------- | ---- | --------- | ---------- | -------------- | ------------------ |
| Vice      | 2017 | US Open   | Duro       | Rafael Nadal   | 3–6, 3–6, 4–6      |
| Vice      | 2018 | Wimbledon | Grama      | Novak Djokovic | 2–6, 2–6, 6−7(3−7) |

## Finais de ATP

### Simples: 10 (3 títulos, 7 vices)
| Legenda                           |
| --------------------------------- |
| Grand Slam (0–0)                  |
| ATP World Tour Finals (0–0)       |
| ATP World Tour Masters 1000 (0–0) |
| ATP World Tour 500 series (0–2)   |
| ATP World Tour 250 series (2–6)   |

| Títulos por Piso |
| ---------------- |
| Duro (2–6)       |
| Saibro (0–1)     |
| Grama (0–1)      |

| Resultado | N. | Data              | Torneio                                      | Piso     | Oponente          | Placar                       |
| --------- | -- | ----------------- | -------------------------------------------- | -------- | ----------------- | ---------------------------- |
| Vice      | 1. | 9 Março 2008      | Tennis Channel Open, Las Vegas, EUA          | Duro     | Sam Querrey       | 6–4, 3–6, 4–6                |
| Campeão   | 1. | 6 Fevereiro 2011  | SA Tennis Open, Joanesburgo, África do Sul   | Duro     | Somdev Devvarman  | 4–6, 6–3, 6–2                |
| Campeão   | 2. | 4 Março 2012      | Delray Beach, Delray Beach, EUA              | Duro     | Marinko Matosevic | 6–4, 7–6(7–2)                |
| Vice      | 2. | 12 Janeiro 2013   | Apia International Sydney, Sydney, Austrália | Duro     | Bernard Tomic     | 3–6, 7–6(7–2), 3–6           |
| Vice      | 3. | 14 Abril 2013     | Grand Prix Hassan II, Casablanca, Marrocos   | Saibro   | Tommy Robredo     | 6–7(6–8), 6–4, 3–6           |
| Vice      | 4. | 29 Julho 2013     | BB&T Atlanta Open, Atlanta, EUA              | Duro     | John Isner        | 7–6(7–3), 6–7(2–7), 6–7(2–7) |
| Vice      | 5. | 23 Fevereiro 2014 | Delray Beach, Delray Beach, EUA (2)          | Duro     | Marin Čilić       | 6–7(6–8), 7–6(9–7), 4–6      |
| Vice      | 6. | 2 Março 2014      | Abierto Mexicano Telcel, Acapulco, México    | Duro     | Grigor Dimitrov   | 6–7(1–7), 6–3, 6–7(5–7)      |
| Vice      | 7. | 15 Fevereiro 2015 | Memphis, Memphis, EUA                        | Duro (c) | Kei Nishikori     | 4–6, 4–6                     |
| Vice      | 8. | 21 Junho 2015     | Aegon Championships, Londres, Reino Unido    | Grama    | Andy Murray       | 3–6, 4–6                     |

### Duplas: 4 (1 título, 3 vices)
| Legenda                           |
| --------------------------------- |
| Grand Slam (0–0)                  |
| ATP World Tour Finals (0–0)       |
| ATP World Tour Masters 1000 (0–0) |
| ATP World Tour 500 series (1–2)   |
| ATP World Tour 250 series (0–1)   |

| Títulos por Piso |
| ---------------- |
| Duro (1–3)       |
| Saibro (0–0)     |
| Grama (0–0)      |

| Resultado | N. | Data              | Torneio                                   | Piso     | Parceiro      | Oponentes                        | Placar                     |
| --------- | -- | ----------------- | ----------------------------------------- | -------- | ------------- | -------------------------------- | -------------------------- |
| Vice      | 1. | 19 Fevereiro 2012 | SAP Open, San Jose, EUA                   | Duro (c) | Frank Moser   | Mark Knowles Xavier Malisse      | 4–6, 6–1, [5–10]           |
| Vice      | 2. | 5 Agosto 2012     | Citi Open, Washington, EUA                | Duro     | Sam Querrey   | Treat Conrad Huey Dominic Inglot | 6–7(5–7), 7–6(9–7), [5–10] |
| Campeão   | 1. | 2 Março 2014      | Abierto Mexicano Telcel, Acapulco, México | Duro     | Matthew Ebden | Feliciano López Max Mirnyi       | 6–3, 6–3                   |
| Vice      | 3. | 26 Outubro 2014   | Valencia Open 500, Valência, Espanha      | Duro (c) | Jérémy Chardy | Jean-Julien Rojer Horia Tecău    | 4–6, 2–6                   |

## Recorde contra jogadores top-10
Recorde de Anderson contra aqueles que já figuraram no top 10 do ranking da ATP, com aqueles que já foram nº 1 em negrito.
- Dominic Thiem 7–2
- Gilles Simon 4–1
- Pablo Carreño Busta 4–1
- Fernando Verdasco 4–5
- Kei Nishikori 4–5
- Stanislas Wawrinka 4–5
- Richard Gasquet 4–7
- John Isner 4–8
- David Ferrer 3–3
- Marcos Baghdatis 2–1
- Tommy Haas 2–1
- Lleyton Hewitt 2–1
- Jürgen Melzer 2–1
- Andy Roddick 2–2
- Jack Sock 2–2
- Andy Murray 2–6
- Grigor Dimitrov 2–6
- Lucas Pouille 1–0
- Ernests Gulbis 1–1
- Nikolay Davydenko 1–1
- Milos Raonic 1–1
- Janko Tipsarevic 1–1
- Mardy Fish 1–2
- Juan Mónaco 1–2
- Radek Štěpánek 1–2
- Mikhail Youzhny 1–2
- Roger Federer 1–5
- Gaël Monfils 1–5
- Marin Čilić 1–6
- Novak Djokovic 1–8
- Arnaud Clément 0–1
- David Goffin 0–1
- Fernando González 0–1
- James Blake 0–1
- Juan Carlos Ferrero 0–1
- Nicolás Almagro 0–1
- Nicolas Kiefer 0–1
- Tommy Robredo 0–1
- Jo-Wilfried Tsonga 0–3
- Alexander Zverev 0–4
- Rafael Nadal 0–5
- Juan Martín del Potro 0–7
- Tomáš Berdych 0–12

* Estatísticas até 4 de janeiro de 2019.

## Vitórias sobre tenistas top 10
- Ele possui um recorde de 19–71 (21,1%)

```
contra jogadores que estavam, no momento da partida, com ranking no top 10.
```

| Temporada | 2008 | 2009 | 2010 | 2011 | 2012 | 2013 | 2014 | 2015 | 2016 | 2017 | 2018 | 2019 | 2020 | 2021 | Total |
| Vitórias  | 1    | 0    | 0    | 1    | 0    | 1    | 4    | 3    | 1    | 1    | 6    | 0    | 1    | 0    | 19    |

| #    | Jogador         | Rank   | Evento                               | Superfície | Rd | Placar                                    | Rank de Anderson |
| ---- | --------------- | ------ | ------------------------------------ | ---------- | -- | ----------------------------------------- | ---------------- |
| 2008 |                 |        |                                      |            |    |                                           |                  |
| 1.   | Novak Djokovic  | No. 3  | Miami, Estados Unidos                | Duro       | 2R | 7–6(7–1), 3–6, 6–4                        | 122              |
| 2011 |                 |        |                                      |            |    |                                           |                  |
| 2.   | Andy Murray     | No. 4  | Montreal, Canadá                     | Duro       | 3R | 6–3, 6–1                                  | 35               |
| 2013 |                 |        |                                      |            |    |                                           |                  |
| 3.   | David Ferrer    | No. 4  | Indian Wells, Estados Unidos         | Duro       | 2R | 3–6, 6–4, 6–3                             | 37               |
| 2014 |                 |        |                                      |            |    |                                           |                  |
| 4.   | David Ferrer    | No. 4  | Acapulco, México                     | Duro       | QF | 2–6, 4–2, ret.                            | 21               |
| 5.   | Stan Wawrinka   | No. 3  | Indian Wells, Estados Unidos         | Duro       | 4R | 7–6(7–1), 4–6, 6–1                        | 18               |
| 6.   | Stan Wawrinka   | No. 4  | Toronto, Canadá                      | Duro       | 3R | 7–6(10–8), 7–5                            | 21               |
| 7.   | Stan Wawrinka   | No. 4  | Paris, França                        | Duro       | 3R | 6–7(2–7), 7–5, 7–6(7–3)                   | 18               |
| 2015 |                 |        |                                      |            |    |                                           |                  |
| 8.   | Stan Wawrinka   | No. 4  | Londres, Grã-Bretanha                | Grama      | 2R | 7–6(7–4), 7–6(13–11)                      | 17               |
| 9.   | Andy Murray     | No. 3  | US Open, Nova Iorque, Estados Unidos | Duro       | 4R | 7–6(7–5), 6–3, 6–7(2–7), 7–6(7–0)         | 14               |
| 10.  | Kei Nishikori   | No. 6  | Xangai, China                        | Duro       | 3R | 7–6(12–10), 7–6(7–3)                      | 10               |
| 2016 |                 |        |                                      |            |    |                                           |                  |
| 11.  | Dominic Thiem   | No. 9  | Toronto, Canadá                      | Duro       | 2R | 4–1, retired.                             | 34               |
| 2017 |                 |        |                                      |            |    |                                           |                  |
| 12.  | Dominic Thiem   | No. 7  | Washington, Estados Unidos           | Duro       | 3R | 6–3, 6–7(6–8), 7–6(9–7)                   | 45               |
| 2018 |                 |        |                                      |            |    |                                           |                  |
| 13.  | Roger Federer   | No. 2  | Wimbledon, Grã-Bretanha              | Grama      | QF | 2–6, 6–7(5–7), 7–5, 6–4, 13–11            | 8                |
| 14.  | John Isner      | No. 10 | Wimbledon, Grã-Bretanha              | Grama      | SF | 7–6(8–6), 6–7(5–7), 6–7(9–11), 6–4, 26–24 | 8                |
| 15.  | Grigor Dimitrov | No. 5  | Toronto, Canadá                      | Duro       | QF | 6–2, 6–2                                  | 6                |
| 16.  | Novak Djokovic  | No. 3  | Laver Cup, Chicago, Estados Unidos   | Duro (c)   | RR | 7–6(7–5), 5–7, [10–6]                     | 9                |
| 17.  | Dominic Thiem   | No. 8  | ATP Finals, Grã-Bretanha             | Duro (c)   | RR | 6–3, 7–6(12–10)                           | 6                |
| 18.  | Kei Nishikori   | No. 9  | ATP Finals, Grã-Bretanha             | Duro (c)   | RR | 6–0, 6–1                                  | 6                |
| 2020 |                 |        |                                      |            |    |                                           |                  |
| 19.  | Daniil Medvedev | No. 6  | Erste Bank Open, Viena, Áustria      | Duro (c)   | QF | 6–4, 7–6(7–5)                             | 111              |